# Drosophila varga
Drosophila varga är en tvåvingeart som beskrevs av Elmo Hardy 1965. Drosophila varga ingår i släktet Drosophila och familjen daggflugor.
Artens utbredningsområde är Hawaii.